# Yidispolítica
La Yidispolítica es el nombre que se le dio al escándalo político de corrupción desatado en Colombia en abril de 2008 a raíz de las declaraciones de la exrepresentante a la Cámara Yidis Medina, quien admitió haber aceptado ofrecimientos de sobornos de parte de funcionarios del Gobierno Nacional a cambio de su voto favorable al proyecto de reforma constitucional que permitió que Álvaro Uribe Vélez aspirara a un segundo mandato presidencial y como consecuencia fuera reelecto en el año 2006.
Inicialmente los funcionarios implicados por Medina negaron las acusaciones. El expresidente Uribe, uno de los señalados por Medina, al ser cuestionado respondió con la frase: "El Gobierno Nacional persuade; no presiona ni compra conciencias".
El 26 de junio de 2008 la Corte Suprema de Justicia determinó que Medina si vendió su voto para la reelección después de escucharla en indagatoria y de sentenciarla a pagar 47 meses de detención domiciliaria por el delito de cohecho. En la sentencia la Sala Penal de la Corte anunciaba que enviaría la información correspondiente a los distintos organismos judiciales encargados de investigar o sancionar a los funcionarios del gobierno presuntamente implicados y manifestaba que "la aprobación de la reforma constitucional fue expresión de una clara desviación de poder", al tiempo que pedía a la Corte Constitucional revisar dicha reforma. La sentencia causó una fuerte reacción del presidente Uribe quien cuestionó las actuaciones del máximo tribunal de justicia y sugirió la complicidad de algunos magistrados con grupos terroristas tanto de extrema izquierda como de extrema derecha, a la vez que anunció que tramitaría la aprobación de un referendo para repetir las elecciones de 2006 con el propósito, según dijo, de "legitimar su mandato" (más tarde desistiría de ello). Al día siguiente del pronunciamiento, funcionarios del gobierno interpusieron demandas penales contra los magistrados de la Corte Suprema. (ver:Enfrentamiento entre Uribe y la Corte)
En abril de 2015 la Corte Suprema de Justicia halló culpables y condenó a 6 años de prisión a los funcionarios Diego Palacio Betancourt, quien fue Ministro de la Protección Social y a Sabas Pretelt de la Vega, quien fue Ministro del Interior y de Justicia durante la aprobación del acto legislativo que permitió la reelección. Igualmente fue condenado el secretario de la presidencia Alberto Velásquez a 5 años de prisión.
Pretelt y Palacio fueron inicialmente absueltos de la investigación disciplinaria adelantada por la Procuraduría de Alejandro Ordóñez en el año 2009, sin embargo fueron destituidos en el año 2010 por la misma procuraduría tras revisarse la decisión.
Además de Yidis Medina, también fueron condenados por decisión de la Corte Suprema de Justicia los ex congresistas Teodolindo Avendaño de quien se comprobó había recibido una notaría de parte del exministro Sabas Pretel como pago para que se ausentara de la votación, notaría que más tarde vendería por valor de 450 millones de pesos; y el exrepresentante a la cámara Iván Díaz Mateus.

## Antecedentes

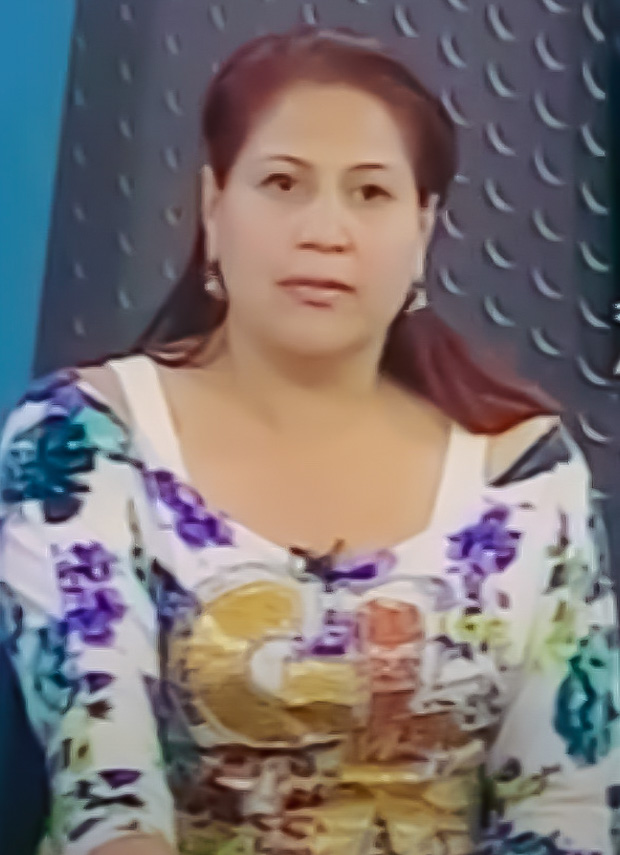
Yidis Medina en 2013.

Álvaro Uribe fue reelegido Presidente de Colombia para el período 2006 - 2010 después de impulsar una reforma a la Constitución que impedía la reelección presidencial. La aprobación de la reforma en el Congreso fue un hecho controversial debido a que los representantes Yidis Medina y Teodolindo Avendaño cambiaron su decisión a última hora; Medina votó favorablemente la reelección después de que había manifestado su voto en contra y firmado compromisos con la oposición, mientras que Avendaño se ausentó de la votación. Mucho se había especulado sobre el tema hasta que en abril de 2008 la exrepresentante se auto incriminó al afirmar en entrevista al semanario El Espectador que el gobierno no había cumplido con los pactos y anunció que publicaría un libro junto con Avendaño donde relataría los hechos.

## El escándalo

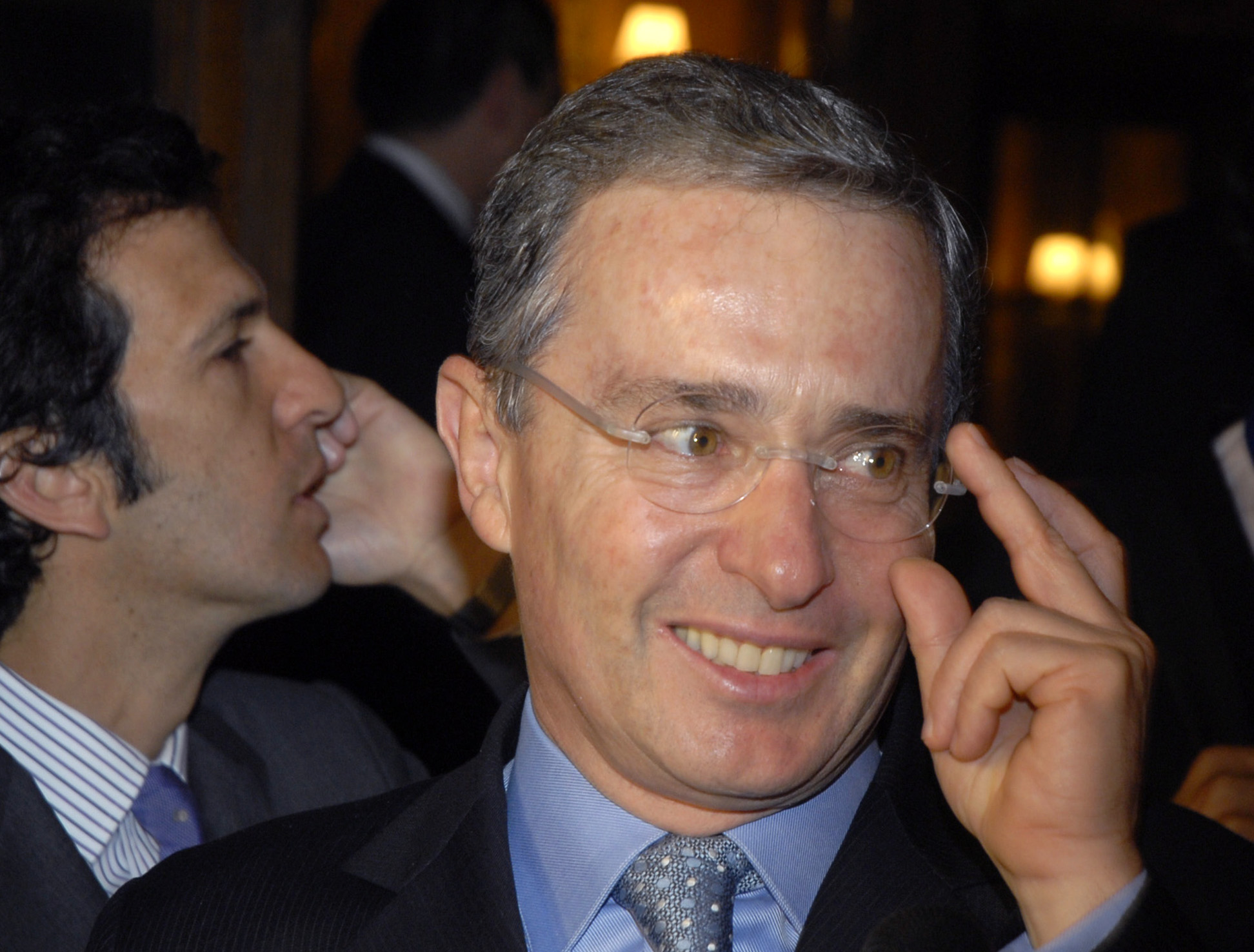
Según Medina, Álvaro Uribe participó en el ofrecimiento.

El 20 de abril de 2008, días después de la entrevista a El Espectador, Noticias Uno transmitió un video en el que la excongresista Yidis Medina admite ante Daniel Coronell, entonces director del noticiero, haber aceptado sobornos de parte del propio presidente Álvaro Uribe y de algunos de sus cercanos colaboradores, entre ellos Sabas Pretelt para entonces Ministro del Interior y de Justicia, para cambiar su voto en la comisión primera de la Cámara de Representantes en el proyecto de ley tramitado por el gobierno para permitir la reelección presidencial inmediata que le daría la oportunidad a Uribe de aspirar a un segundo mandato. El video fue grabado en agosto de 2004 pero el periodista y la entonces congresista pactaron que el video solo sería revelado en caso de que a ella le sucediera algo, puesto que afirmó haber recibido amenazas contra su vida. Medina dijo que el video también podía revelarse en el caso de que ella no recibiera lo pactado con el gobierno.
Semanas antes de la emisión del video, Medina había revelado en la entrevista con el semanario El Espectador la existencia de dicho video, por lo tanto Coronell aseguró que Medina había roto el pacto y así se lo hizo saber a Medina quien lo admitió y por lo cual el periodista anunció su publicación.
Tanto el presidente Uribe como sus funcionarios negaron las acusaciones de Medina. Uribe dijo que se había reunido con ella pero nunca había ofrecido a ella ni a ningún otro parlamentario nada a cambio de su voto. Además, acusó a Medina de chantajear a su hijo Tomás Uribe y a otros altos funcionarios del gobierno por medio de llamadas telefónicas, mostrando una lista de la empresa de telefonía Comcel donde aparecían llamadas del número de Medina al teléfono móvil de Tomás Uribe, y, aunque Medina afirmó que ese no era su número, días después se comprobó que sí lo era, en una declaración del abogado de Medina. 
Uribe dijo que Medina se comportaba como una delincuente y dijo: "Su voto ayudó, pero aparece ahora como una señora fracasada e insatisfecha porque no realizó su extorsión". Además, se refirió a sus funcionarios Pretelt y Betancourt como personas honestas y de conducta intachable y acusó al periodista Daniel Coronell de encubrir el supuesto delito.

### Proceso judicial
A raíz de las revelaciones hechas por Medina, la Fiscalía inició investigaciones preliminares con el fin de indagar si funcionarios públicos cometieron en este caso el delito de cohecho.
La Corte Suprema de Justicia dictó orden de captura contra Medina quien se entregó el 27 de abril de 2008. Días después declaró ante los magistrados y se sometió a sentencia anticipada.
Según revelaron medios de comunicación como la revista Cambio, Yidis dijo que Teodolindo recibió 200 millones por no asistir a la votación de la reelección y se rumoreaba que la exrepresentante posee pruebas documentadas que implican a los funcionarios. Avendaño fue detenido el 16 de mayo de 2008. Avendaño admitió haber recibido dineros de Yidis Medina aunque negó que esos dineros tuvieran relación con su ausencia en la votación del proyecto. Más tarde se comprobaría que Avendaño recibió una notaría ofrecida por el ministro Sabas Pretelt como pago para ausentarse de la votación y que luego vendió por valor de 450 millones de pesos.
Días más tarde fue detenido el congresista Iván Díaz Mateus, titular del escaño que ocupaba Medina de manera temporal, La Corte Suprema de Justicia dijo dar plena credibilidad a las declaraciones de Medina quien acusó a Mateus de haberle sugerido que era mejor apoyar la iniciativa para conservar su integridad.
El 26 de junio de 2008 la Corte Suprema de Justicia profirió la sentencia mediante la cual determinaba que Yidis Medina sí vendió su voto al tiempo que cuestionaba la legitimidad del acto legislativo que dio paso a la reelección presidencial. Dicha sentencia causó una fuerte reacción del Presidente Uribe en contra de la Corte.

### Enfrentamiento entre Uribe y la Corte Suprema de Justicia
En diferentes oportunidades se habían presentado desavenencias entre la Corte Suprema de Justicia y el Gobierno. Varias de ellas se habían ocasionado a raíz del escándalo de la parapolítica, debido a las decisiones judiciales que tenían a varios miembros del congreso, cercanos al gobierno, tras las rejas por el presunto apoyo recibido de grupos paramilitares para ser elegidos. 
La sentencia que condenó a Yidis Medina fue un nuevo motivo de enfrentamiento puesto que en la sentencia el tribunal supremo sugiere que la aprobación de la reelección fue producto de un delito "el delito no puede generar ningún tipo de legitimación constitucional o legal" reza la sentencia, a la vez que pide a la Corte Constitucional, si así esta lo consideraba, revisar la legalidad de dicho acto.
El presidente reaccionó sugiriendo que los magistrados tenían vínculos con grupos terroristas, tanto de extrema derecha como de extrema izquierda, y dijo que convocaría a un referendo para repetir las elecciones de 2011 con el propósito, dijo, de que no quedara en duda la legitimidad de su mandato, igualmente procedió a interponer demandas por medio del comisionado de paz Luis Carlos Restrepo contra los magistrados de la Corte Suprema por supuestos vínculos con terroristas e instó a su ministro Diego Palacio a interponer una denuncia por falsas imputaciones en contra de este en la sentencia que condenó a Medina. Días más tarde la Corte Constitucional se pronunció al respecto de la constitucionalidad del acto legislativo en el que participó Medina diciendo que dicho acto era cosa juzgada y, por lo tanto, no podía modificar la decisión tomada en su momento.
El magistrado Jaime Araujo Rentería hizo salvamento de voto en el que se pronunciaba diciendo que el acto legislativo era producto de un delito y que por lo tanto: "El actual Gobierno se encuentra usurpando el poder político y jurídico, y que por tanto se encuentra justificada y legitimada la desobediencia civil, ya que los ciudadanos no estamos obligados a obedecer a un Gobierno que fue elegido gracias a un delito, violando las reglas básicas del juego de la Democracia y del Estado constitucional de derecho".
Una vez conocida la decisión de la Corte Constitucional de no someter a revisión la constitucionalidad del acto legislativo, el gobierno anunció que desistiría de presentar el referendo para repetir las elecciones de 2006. Según el ministro del Interior y de Justicia Fabio Valencia Cossio, «no quedaba duda alguna de la legitimidad del mandato de Uribe».

## Condenas

### Condenados por ofrecer sobornos

#### Sabas Pretelt

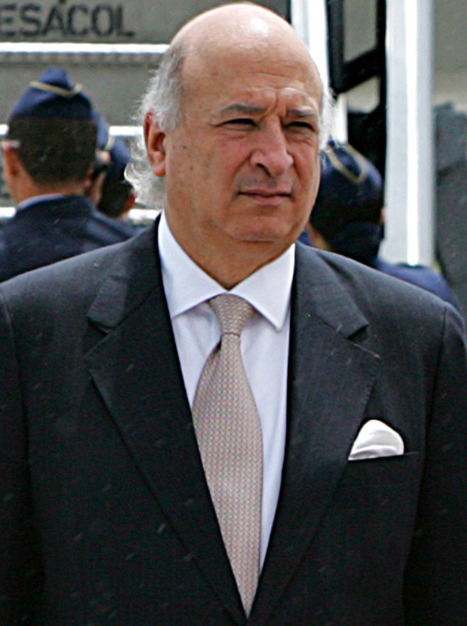
El exministro Sabas Pretelt.

Sabas Pretelt de la Vega para el momento de las acusaciones era el embajador en Italia y durante los hechos Ministro del Interior y de Justicia, Medina lo acusó de ser el principal promotor de los acuerdos. Pretelt fue condenado a 80 meses de prisión en abril de 2015 tras encontrar que se demostró su responsabilidad en el ofrecimiento de prebendas dadas a Yidis Medina, como fueron la Notaría Segunda de Barrancabermeja y un cargo en el Ministerio de Justicia para César Guzmán, amigo personal de la congresista. A Teodolindo Avendaño le ofreció la Notaría 67 de Bogotá, donde fue nombrado Luis Camilo O’meara, quien más tarde se prestó para comprar a Avendaño dicho despacho por 450 millones de pesos. Igualmente la sanción disciplinaria vino por parte de la procuraduría por los mismos hechos y Pretelt fue inhabilitado por la Procuraduría General de la Nación para ejercer cualquier cargo público por 12 años.

#### Diego Palacio
Diego Palacio Betancourt para entonces Ministro de Protección Social, Medina lo acusó de participar en el ofrecimiento de favores a cambio de su voto y aseguró que Palacio le entregó participación en instituciones a su cargo en Barrancabermeja y que se reunió principalmente con Teodolindo y no con ella. Palacio negó las acusaciones y dijo que se debía evaluar el estado de salud mental de Medina. Un dictamen psicológico estableció que Medina no presentaba ninguna clase de trastorno mental. Jaime Lombana abogado del presidente Uribe y de Palacio, había dicho que Medina era una "psicópata criminal", razón por la cual el abogado de Medina pidió reparación y rectificación después de conocido el dictamen médico. Una vez conocida la sentencia de la Corte Suprema donde sugería que Palacio participó en el delito este demandó a la Sala Penal de la Corte Suprema ante la Comisión de Acusaciones de la Cámara de Representantes por considerar que en dicha sentencia se hacían afirmaciones falsas con referencia a su nombre.
La sala penal de la corte suprema lo halló culpable de cohecho por dar u ofrecer, que se comprobó con la contratación de Vania Constanza Castro Varona, quien fuera nuera de Teodolindo Avendaño, para atender asuntos de Foncolpuertos en Cali, al igual de ser quien le ofreció a Avendaño la notaría que, un año más tarde, le entregó el ministro Pretelt. Igualmente Palacio ofreció a Medina la dirección de la Clínica Primero de Mayo de Barrancabermeja, donde fue nombrado el ingeniero químico Carlos Correa Mosquera.

#### Alberto Velásquez
Alberto Velásquez Echeverri, Medina lo acusó de ofrecimientos similares a los de Pretelt, entre ellos la posibilidad de entregarle un consulado. Para entonces Velásquez era secretario general de Palacio de Nariño. Velásquez Echeverri fue condenado por el delito de cohecho referente al nombramiento de Jairo Plata Quintero como Coordinador para el Magdalena Medio en la Red de Solidaridad Social, según la corte dicho compromiso había sido adquirido con Yidis Medina en una charla privada que sostuvo el 2 de junio de 2004 con el entonces Presidente de la República Álvaro Uribe.

#### Iván Díaz Mateus
Iván Díaz Mateus titular del escaño a quien reemplazó Medina por tres meses, también participó en el ofrecimiento de dádivas. Fue detenido el 21 de mayo de 2008 por orden de la Corte Suprema de Justicia y condenado posteriormente a 6 años de prisión.

#### Bernardo Moreno
En noviembre de 2020 fue llamado a juicio por la Corte Suprema de Justicia Bernardo Moreno, quien fuera director del Departamento Administrativo de la Presidencia de Álvaro Uribe. Según la corte si bien Moreno no hacía parte del gobierno durante la aprobación de la reforma constitucional, una vez nombrado en su cargo si influyó para entregar cuotas burocráticas a Yidis Medina. Moreno ya había sido condenado por el escándalo de las interceptaciones ilegales durante el mismo gobierno. El juicio a Moreno empezó en mayo de 2022, y en octubre de 2023 fue condenado a 5 años y 7 meses de prisión.

### Condenados por recibir o aceptar sobornos

#### Yidis Medina
En el año 2010, Medina fue condenada a cuatro años y dos meses de cárcel por el delito de enriquecimiento ilícito por haber recibido 578 millones de pesos de dos notarios en Barrancabermeja.

#### Teodolindo Avendaño
El excongresista fue condenado a 8 años de prisión por el delito de cohecho. Se comprobó que Avendaño había recibido una notaría de parte del exministro Sabas Pretel como pago para que se ausentara de la votación, notaría que más tarde vendería por valor de 450 millones de pesos.

## Responsabilidad de Álvaro Uribe
Álvaro Uribe, era para entonces presidente de Colombia, según Medina, este le ofreció cumplir con los ofrecimientos pactados por sus funcionarios.
Medina escribió un libro titulado De rodillas en el baño presidencial donde acusaba a Uribe de haber sostenido una reunión privada en el baño ubicado en la Casa de Nariño, el palacio presidencial, donde según dijo, el entonces mandatario le había pedido acuciosamente que votara a favor de la reelección,  Uribe negó dichas acusaciones y los funcionarios del gobierno de entonces calificaron las declaraciones como "fantasías" de la ex congresista.
El presidente respondía a los medios recurrentemente con la frase "el Gobierno Nacional persuade, no compra conciencias". Uribe y Medina sostuvieron una guerra de comunicados en junio de 2008 debido a que Uribe acusó a Medina de haber llamado a su hijo Tomás Uribe para presionar chantajes. Medina negó dichas acusaciones pero el presidente Uribe mostró informes de la empresa Comcel que probaban las llamadas. El abogado de Medina reconoció que ella había mentido en relación con estas llamadas.
La responsabilidad del entonces presidente Uribe en los hechos de corrupción pasó a ser investigada en la Comisión de Acusaciones de la Cámara de Representantes, organismo responsable de juzgar las actuaciones del presidente de la república y que abrió la investigación en octubre de 2012. No se conoce la resolución de dicho caso.

### En relación con la revelación del escándalo
- «Votar la reelección me mató». Entrevista a Yidis Medina (El Espectador). 28 de marzo de 2008. Archivado desde el original el 9 de junio de 2008. Consultado el 1 de mayo de 2008.
- «La historia no contada». Daniel Coronell (Semana). 5 de abril de 2008. Archivado desde el original el 1 de mayo de 2008. Consultado el 3 de mayo de 2008.
- «O el que paga por pecar». Daniel Coronell (Semana). 19 de abril de 2008. Archivado desde el original el 20 de abril de 2008. Consultado el 1 de mayo de 2008.

### Entrevista secreta a Yidis Medina
- «Entrevista completa Yidis Medina Cassete 1». Noticias Uno (brightcove.tv). 8 de agosto de 2004 (fecha de grabación). Archivado desde el original el 29 de abril de 2008.
- «Entrevista completa Yidis Medina Casset 2». Noticias Uno (brightcove.tv). 8 de agosto de 2004 (fecha de grabación).

- Datos: Q8053535